# 圓眼珍珠蛙
圓眼珍珠蛙（学名：Lepidobatrachus laevis），又稱小丑蛙，为角花蟾科貓眼蛙屬下的一种青蛙，由約翰·薩繆爾·伯吉特發現。牠們常被作為寵物飼養。

## 描述

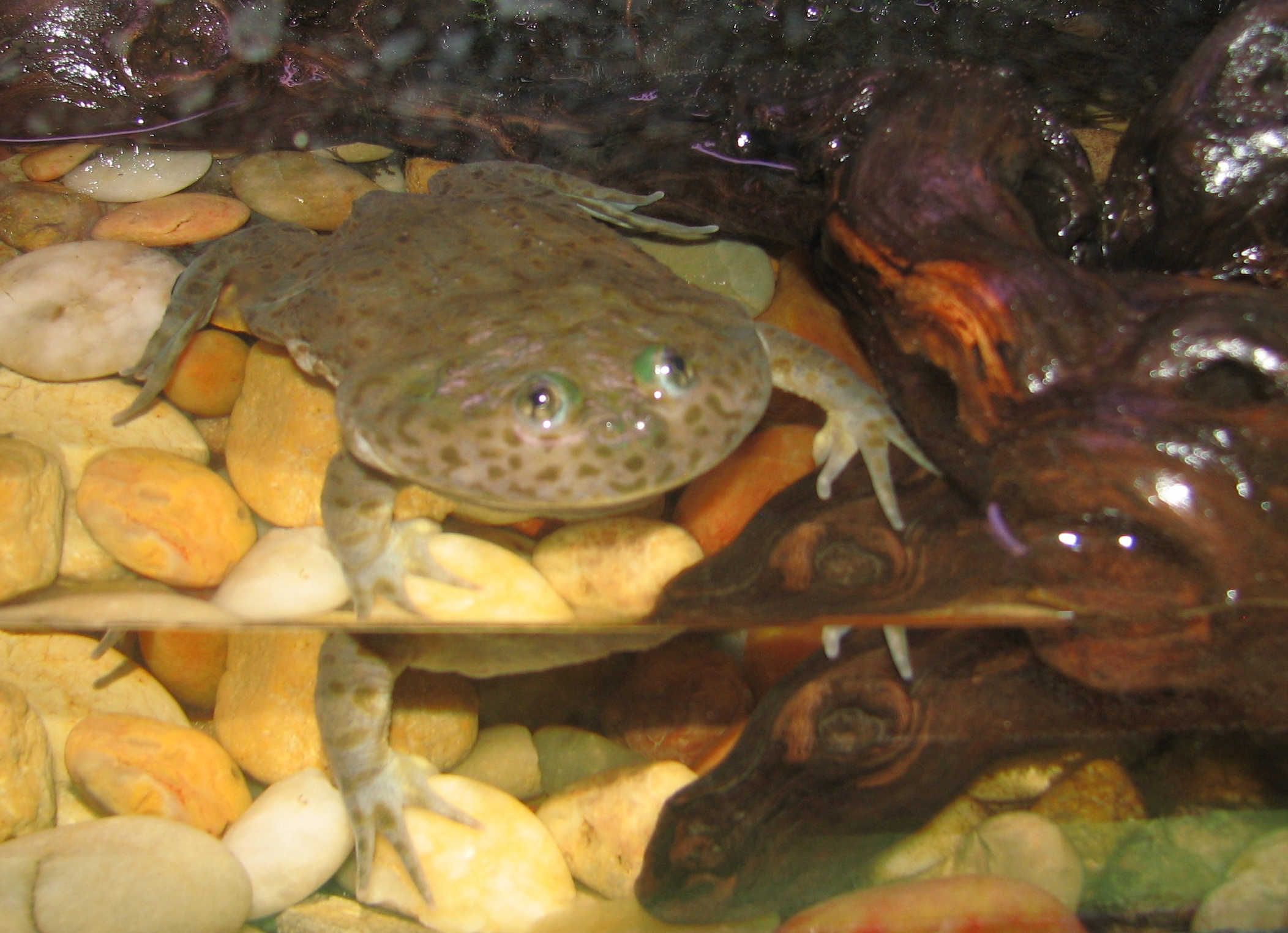
紐波特水族館所展示的圓眼珍珠蛙

雌性圓眼珍珠蛙的體長可達 100（3.9英寸），而雄性僅有大約雌性的一半大小。頭部大小接近體長 1/3，口中上顎具有牙齒，下顎則特化出兩顆尖牙。四肢粗短，後肢不具有蹼。體色為深橄欖綠與橘色斑點，雄性的咽喉為深藍色的。
牠們是夜間活動的，在夜間水中捕獵，等待獵物經過。然後他們猛衝並吞下整個獵物。牠們以魚類、其他青蛙、昆蟲和蝸牛為食。繁殖形態是卵生，雨季時產下約2000個卵，成長速度很快，1個月已可長成4-5公分的幼蛙，蝌蚪的飲食與成蛙相似，包括蝸牛、昆蟲、其他蝌蚪和甲殼類動物，他們的腸道形態與非肉食性蝌蚪不同。
牠們在旱季時會在水底結泥繭休眠。
人工飼養時應於全水環境飼養，使用10到20加侖的水箱裸缸飼養，且因牠們會同類相食，故應單獨飼養。

## 分佈與保育
圓眼珍珠蛙分布於南美洲大廈谷中，常見於巴拉圭與玻利維亞，偶見於阿根廷。

## 扩展阅读
- 維基物種上的相關：圓眼珍珠蛙